# Zhao Junzhe
Zhao Junzhe (Shenyang, 19 de abril de 1979) é um ex-futebolista chinês que atuava como meio-campista. Jogou toda a sua carreira no Liaoning Whowin, time de sua cidade natal. É descendente da última casa imperial da China, o Clã Aisin Gioro

## Títulos

### Liaoning Whowin
- China League One: 2009
- Chinese FA Super Cup: 1999

### Individual
- Copa da Ásia All-Star Team: 2004
- Jogador Chinês do Ano: 2004
- Chinese Super League Time do ano: 2002, 2003
- MVP da Super Liga Chinesa: 2004